# 新繁東湖
新繁東湖位於四川省新繁縣新繁鎮，文物遺址年代判定為清。1996年9月16日公佈為四川省第四批省級文物保護單位。